# Czech Juniors 2014
Das Czech Juniors 2014 als bedeutendstes internationales Nachwuchsturnier von Tschechien im Badminton fand vom 14. bis zum 16. November 2014 in Orlová statt.

## Sieger und Platzierte der Junioren U19
| Disziplin    | Gold                                     | Silber                                  | Bronze                             |
| ------------ | ---------------------------------------- | --------------------------------------- | ---------------------------------- |
| Herreneinzel | Wolfgang Gnedt                           | Dragoslav Petrović                      | Krzysztof Jakowczuk                |
| Herreneinzel | Wolfgang Gnedt                           | Dragoslav Petrović                      | Petr Beran                         |
| Dameneinzel  | Elizaveta Pyatina                        | Ksenia Evgenova                         | Joanna Stanisz                     |
| Dameneinzel  | Elizaveta Pyatina                        | Ksenia Evgenova                         | Magdalena Lajdová                  |
| Herrendoppel | Aleksander Jabłoński Krzysztof Jakowczuk | Mateusz Biernacki Przemysław Szydłowski | Jan Louda Jan Somerlík             |
| Herrendoppel | Aleksander Jabłoński Krzysztof Jakowczuk | Mateusz Biernacki Przemysław Szydłowski | Milan Dratva Bohumil Kašela        |
| Damendoppel  | Magdalena Lajdová Denisa Šikalová        | Ksenia Evgenova Elizaveta Pyatina       | Joanna Stanisz Anastasia Redkina   |
| Damendoppel  | Magdalena Lajdová Denisa Šikalová        | Ksenia Evgenova Elizaveta Pyatina       | Katarina Beton Ema Cizelj          |
| Mixed        | Przemysław Szydłowski Joanna Stanisz     | Lukáš Holub Denisa Šikalová             | Sebastian Ming Kee Li Debora Jille |
| Mixed        | Przemysław Szydłowski Joanna Stanisz     | Lukáš Holub Denisa Šikalová             | Robert Mirga Kornelia Marczak      |